# Villanueva de Viver
Villanueva de Viver – gmina w Hiszpanii, w prowincji Castellón, we wspólnocie autonomicznej Walencja, o powierzchni 5,95 km². W 2011 roku liczyła 77 mieszkańców.